# Romansk arkitektur

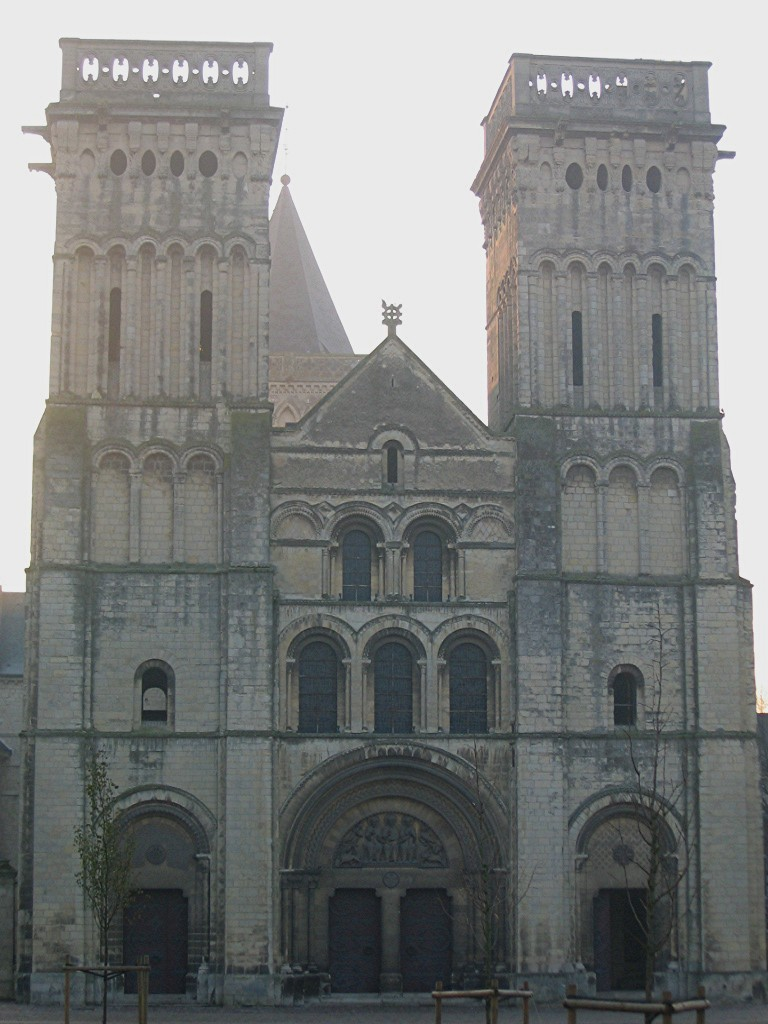
Église de La Trinité, L'Abbaye-aux-Dames, Caen.

Med romansk arkitektur (även kallad romanik) avses arkitektur i det medeltida Europa uppförd under 1000- och 1100-talen.
Den romanska arkitekturen var den första stilen i Europas konsthistoria sedan det romerska riket som fanns representerad över hela kontinenten. Denna enhetlighet blev möjlig genom att medeltidsmänniskor i större omfattning än tidigare började färdas över Europa: handelsmän, adelsmän, riddare, konstnärer och bönder lämnade sina hemtrakter för att föra krig, bedriva affärer och, inte minst, för att genomföra pilgrimsfärder, i synnerhet till Santiago de Compostela i Galicien i nordvästra Spanien.

## Termenromansk
Termen "romansk" har modernt ursprung och kommer sig av att man såg ett direkt samband mellan arkitekturen under denna period och romersk arkitektur. Det man tog fasta på var rundbågar eller vagt spetsiga spetsbågar, tunnvalv med gördelbågar, arkader med stödväxling och kryssvalv. Med stenskulpturen i kyrkornas portaler under 1100-talet återkom den monumentala skulpturen som legat i träda under 700 år i Västeuropa. Det kan dock noteras i Östrom, eller det Bysantinska riket, fortsatte konstruera större byggnader.
Den romanska stilen kallas ibland rundbågestilen.

## Kännetecken
Arkitekturen känns igen på kraftiga murar som skulle klara av att hålla upp tunn- och kryssvalvens tryck. Vidare var öppningar som fönster och dörrar små för att inte påverka väggarnas bärighet. Den robusta stilen kan ställas i kontrast med den samtida gotiska stilen (spetsbågestilen).

## Kvarvarande romanska byggnader

### I dagens Frankrike
- Strasbourgmünstern, Strasbourg
- Saint-Foy, Conques
- Saint-Sernin, Toulouse
- Saint-Bénigne[särskiljning behövs], Dijon

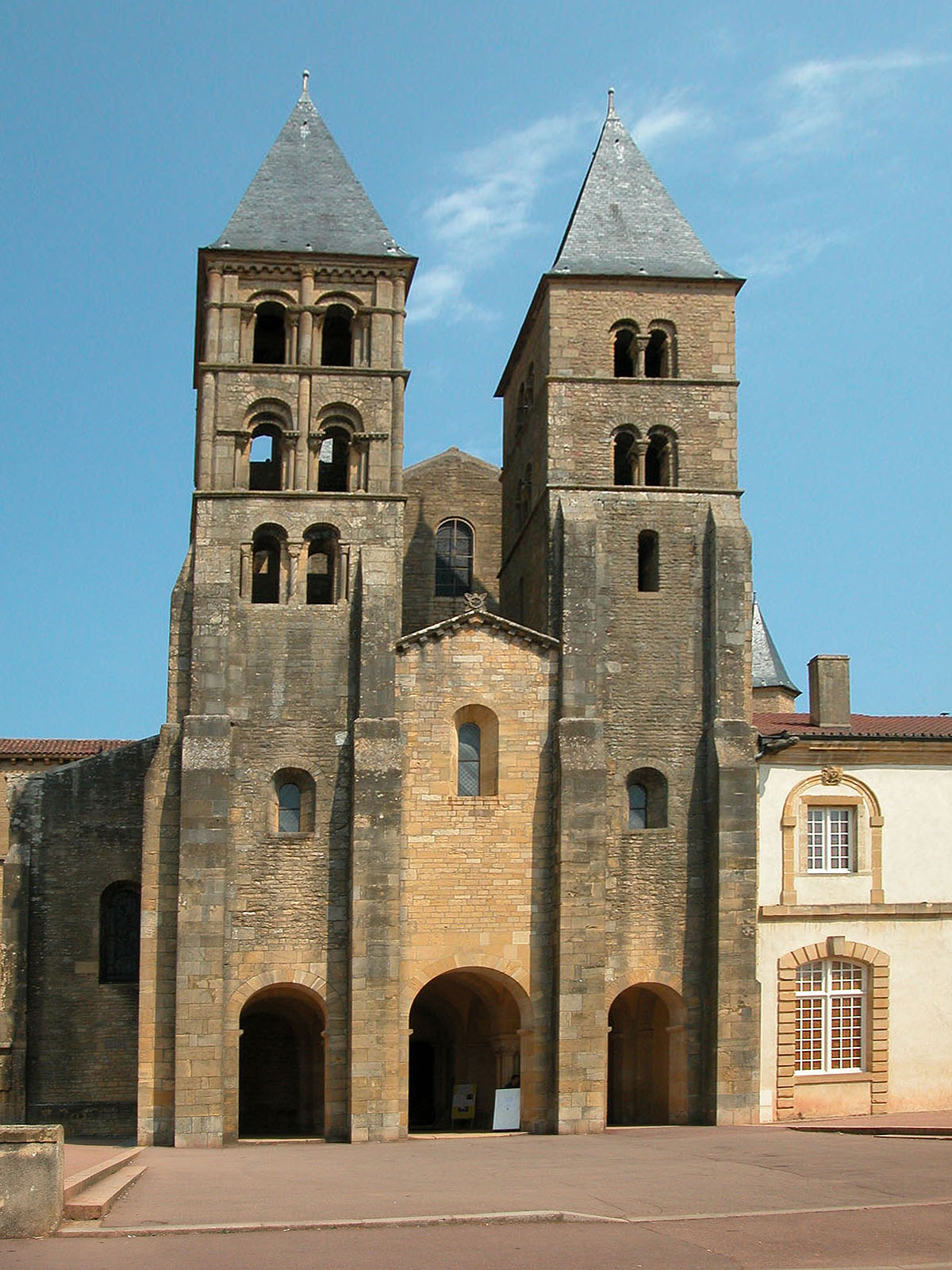
Sacré-Cœur i Paray-le-Monial

- Notre-Dame-du-Port, Clermont-Ferrand
- Sainte-Trinité, Caen
- Saint-Pierre, Angoulême
- Saint-Trophime, Arles
- Sainte-Marie-Madeleine, Vézelay
- Sacré-Cœur, Paray-le-Monial
- Saint-Front, Périgueux
- Notre-Dame-la-Grande, Poitiers
- Saint-Savin-sur-Gartempe, Poitou
- Klosterkyrkan i Cluny
- Chapaize
- Abbatiale de Cruas
- Klostret i Vigeois, Limousin

Extern länk: Illustrerad fransk historia (på franska)

### I dagens Tyskland
- Katedralerna i Mainz, Speyer och Worms
- Köln, St. Maria im Kapitol
- Maria Laach, Benediktinerkyrka
- Katedralen i Osnabrück
- Katedralen i Trier

### I dagens Spanien
- San Miguel de Cuxa
- Santiago de Compostela
- Katedralen i Ourense, (både romansk och gotisk)
- Tahull
- Ripoll

### I dagens Italien

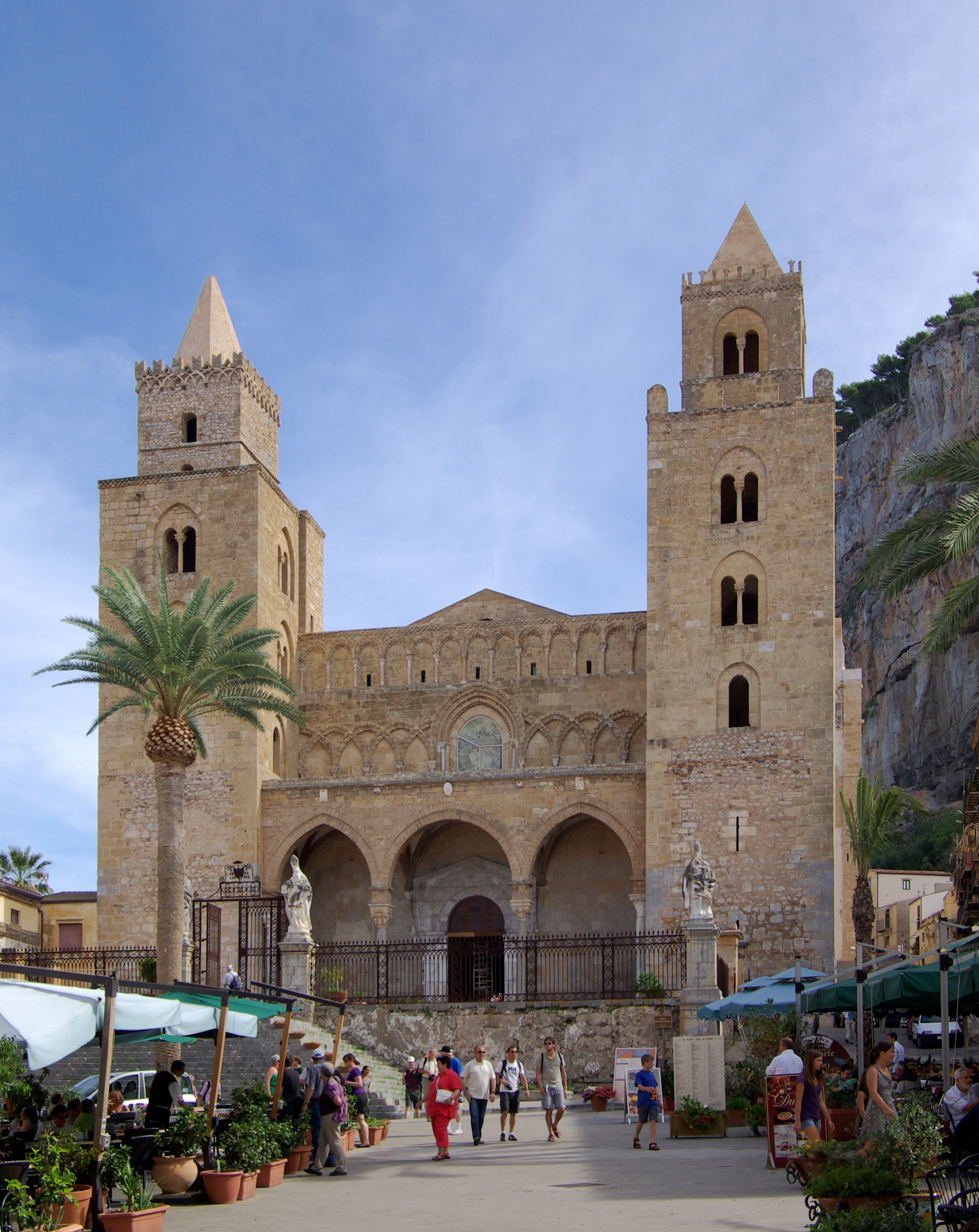
Katedralen i Cefalu

- Sant' Ambrogio, Milano
- San Zeno, Verona
- Katedralen i Pisa
- San Michele, Pavia
- San Miniato al Monte, Florens
- Katedralen i Cefalu

### I dagens England
I Storbritannien kallas ofta den romanska arkitekturen Norman architecture, normandisk stil.
- Katedralen i Durham
- Kyrkan i Kilpeck, Herefordshire
- Katedralen i Peterborough
- Katedralen i Southwell

### I dagens Nederländerna
- Sint Servaas, Maastricht
- Onze-Lieve-Vrouwe, Maastricht

### I dagens Belgien
- Katedralen i Tournai

### I dagens Skandinavien
- Bokenäs gamla kyrka, Bohuslän
- Dalby heligkorskyrka, Skåne
- Dädesjö gamla kyrka, Småland
- Farstorps kyrka, Skåne
- Forsby kyrka, Västergötland
- Gökhems kyrka, Västergötland
- Herrestads kyrka, Östergötland
- Husaby kyrka, Västergötland
- Kinneveds kyrka, Västergötland
- Lunds domkyrka, Skåne
- Marka kyrka, Västergötland

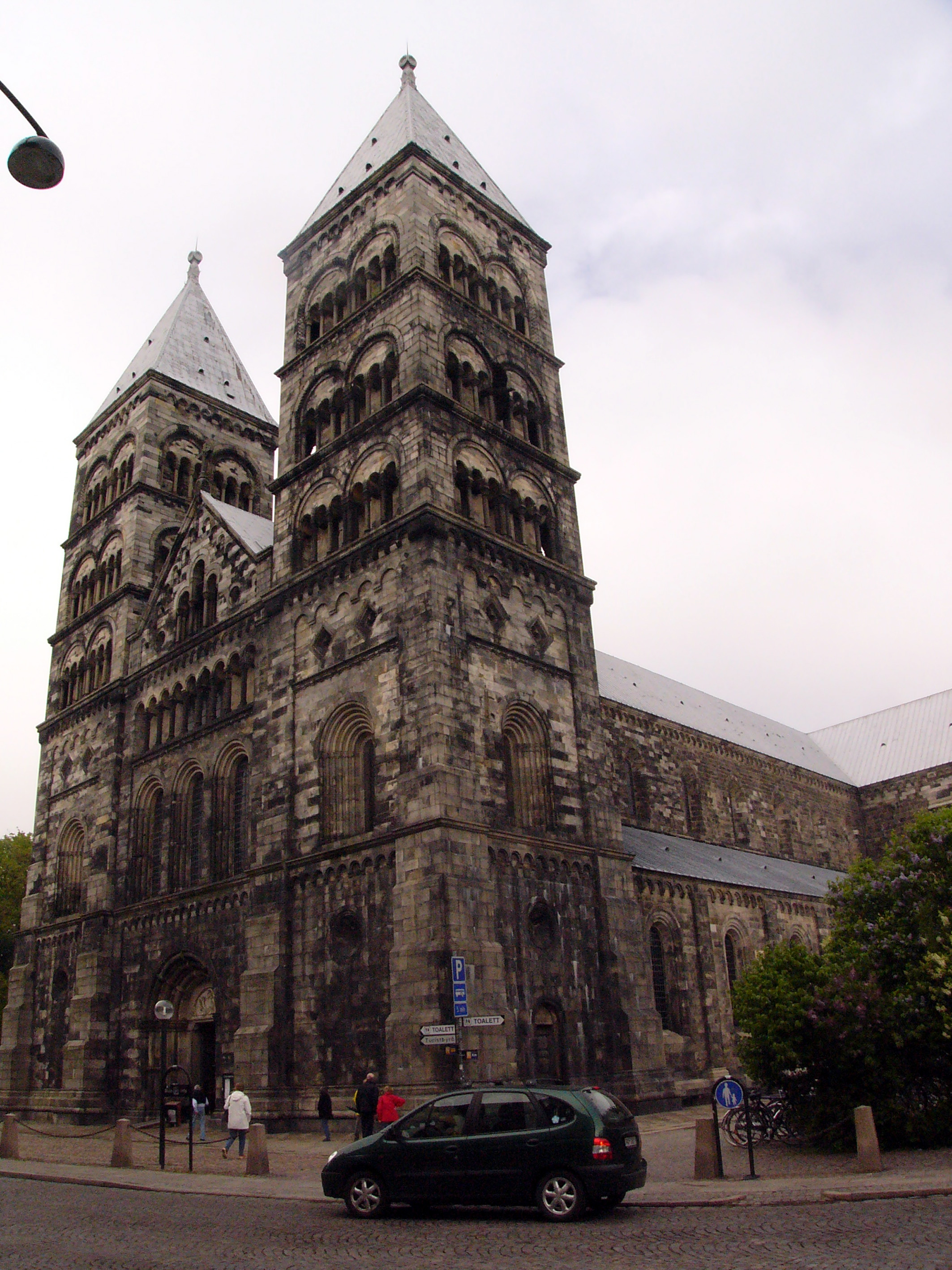
Lunds domkyrka

- Nidarosdomen, Trondheim (både romansk och gotisk)
- Skälvums kyrka, Västergötland
- Suntaks gamla kyrka, Västergötland
- Våmbs kyrka, Västergötland

### Övriga Europa
- S. George, Prag
- Klosterkyrkan i Jak, Ungern
- Kyrkan Belapatfalva, Ungern
- S. Andreas, Krakow, Polen